# Андонов, Ивайло
Ивайло Викторов Андонов (болг. Ивайло Викторов Андонов; 14 августа 1967, Благоевград, Болгария) — болгарский футболист, нападающий.

## Клубная карьера
Воспитанник школы клуба «Пирин» (Благоевград). Стал известен по выступлению за софийский ЦСКА, став одним из лучших бомбардиров чемпионата страны, и принёс клубу в 1992 году победу в чемпионате страны. В 1994—1996 годах играл в Испании за «Альбасете» и в Германии за «Арминию» из Билефельда (2-я Бундеслига). Позже он вернулся в ЦСКА, где в чемпионате страны 1996/1997 забил 18 голов в 25 матчах. Карьеру игрока завершил в 2000 году, отыграв два сезона за софийский «Локомотив» и за берлинский «Унион».

## Карьера в сборной
За сборную сыграл всего 5 матчей. Был в заявке на чемпионат мира 1994 года, на котором Болгария заняла 4-е место, но не сыграл ни матча на турнире.

## После игровой карьеры
В 2001 году открыл детскую футбольную школу около деревни Покровник.

## Достижения
- Орден «Стара-планина» II степени (20 июля 1994 года)[3]
- Почётный гражданин Софии
- Почётный гражданин Благоевграда